# Запис Јеремића храст (Михајловац)
Запис Јеремића храст (Михајловац) се налази на парцели чији је власник Јеремић Топлица.

## Локација
| Општина             | Смедерево                                                                   |
| Катастарска општина | Михајловац                                                                  |
| Потес               | Рајиште                                                                     |
| Координате          | 44° 33′ 14″ С; 20° 59′ 08″ И / 44.553800000000003° С; 20.985499999999998° И |
| Надморска висина    | 97m                                                                         |

## Карактеристике
Дендрометријске вредности утврђене на терену и сателитским снимцима:
| Стабло                     | Храст |
| Висина стабла              | m     |
| Обим дебла                 | m     |
| Пречник крошње             | 20m   |
| Пречник дебла              | m     |
| Висина дебла до прве гране | m     |

## База записа
Запис је у оквиру Викимедија пројекта "Запис - Свето дрво" заведен под редним бројем 0504.